# 40.ª edición de los Premios Óscar
La 40.ª edición de los Óscar premió a las mejores películas de 1967. Organizada por la Academia de Artes y Ciencias Cinematográficas y presentada por Bob Hope, tuvo lugar en el Santa Monica Civic Auditorium de Santa Mónica (Estados Unidos) el 10 de abril de 1968. La ceremonia tuvo que retrasarse del 8 al 10 de abril debido al asesinato de Martin Luther King.
Debido a la creciente ausencia de los largometrajes en blanco y negro, los premios de cinematografía, dirección de arte y diseño de vestuario se fusionaron en categorías individuales en lugar de tener una distinción entre color y monocromo. Las películas nominadas al Óscar a la mejor película fueron un grupo ecléctico que reflejaba el caos de esa era. 
Este año fue el primer en el que tres de las películas nominadas a mejor película, estaba también nominadas a los "Top Five": Mejor película, Director, Actor, actriz y guion. Esas películas eran Bonnie & Clyde (Bonnie y Clyde), The Graduate (El graduado) y Guess Who's Coming to Dinner (Adivina quién viene esta noche). De todas maneras, los premios mayores cayeron en la película del director Norman Jewison, In the Heat of the Night (En el calor de la noche) (con cinco premios de siete nominacions – Película, Actor, Guion, Montaje y sonido).
The Graduate fue la última película en ganar el premio a la Mejor dirección y nada más, hasta el triunfo de The Power of the Dog en la 94.ª edición de los Premios Óscar celebrada en 2022. Por primera vez desde la introducción del premio al Mejor diseño de vestuario en 1948, Edith Head no recibió ninguna nominación, después de 30 nominaciones y siete premios en 18 años.
Debido a la labor del Presidente de la Academia Gregory Peck, 18 de los 20 actores estaban presentes en la ceremonia. Solo Katharine Hepburn y el fallecido Spencer Tracy, se lo perdieron. Edith Evans fue la última actriz de la historia nominada que había nacido en la década de 1880.

## Ganadores y nominados

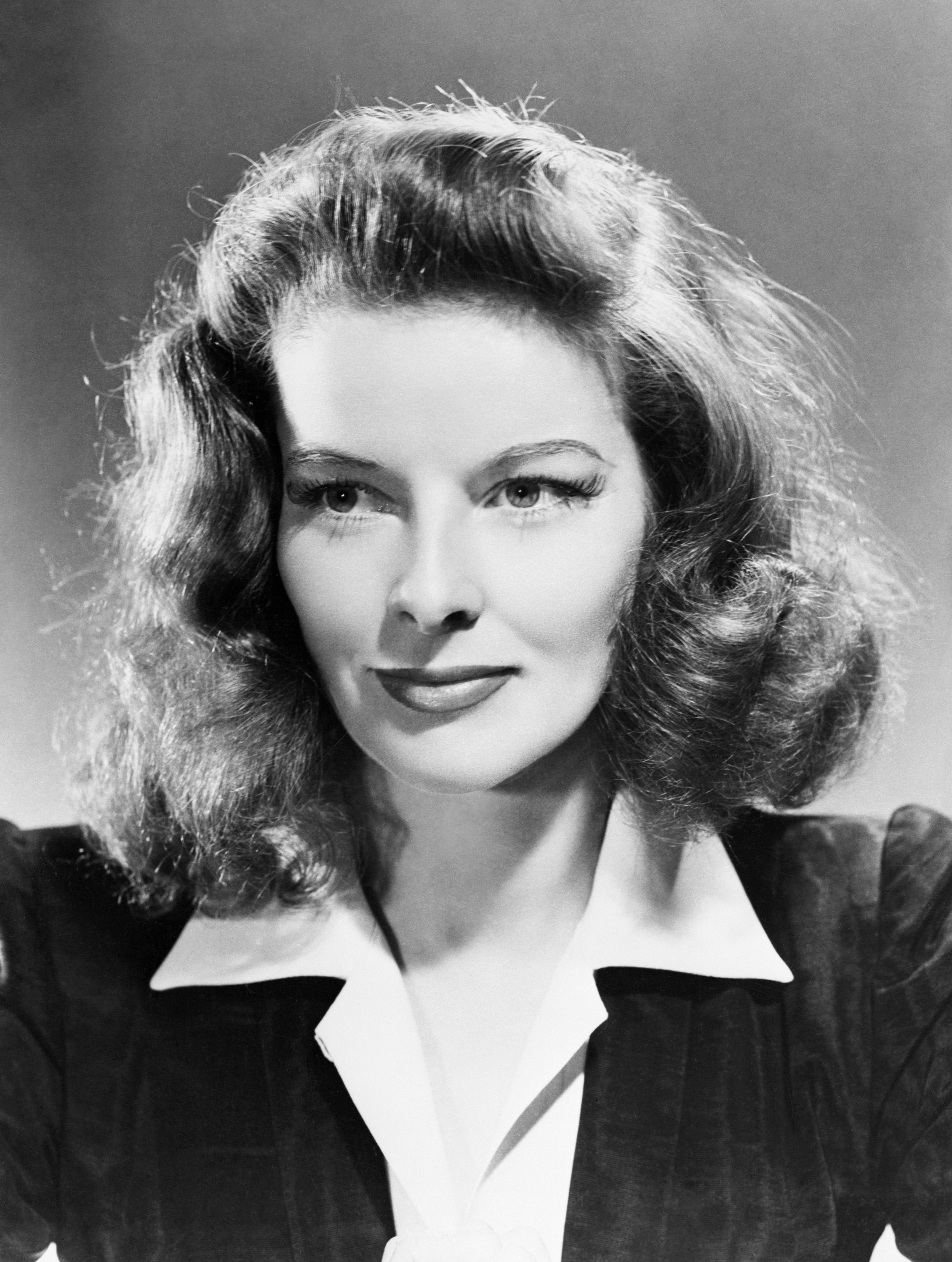
Katharine Hepburn ganó su segundo Óscar como mejor actriz por Adivina quién viene esta noche.

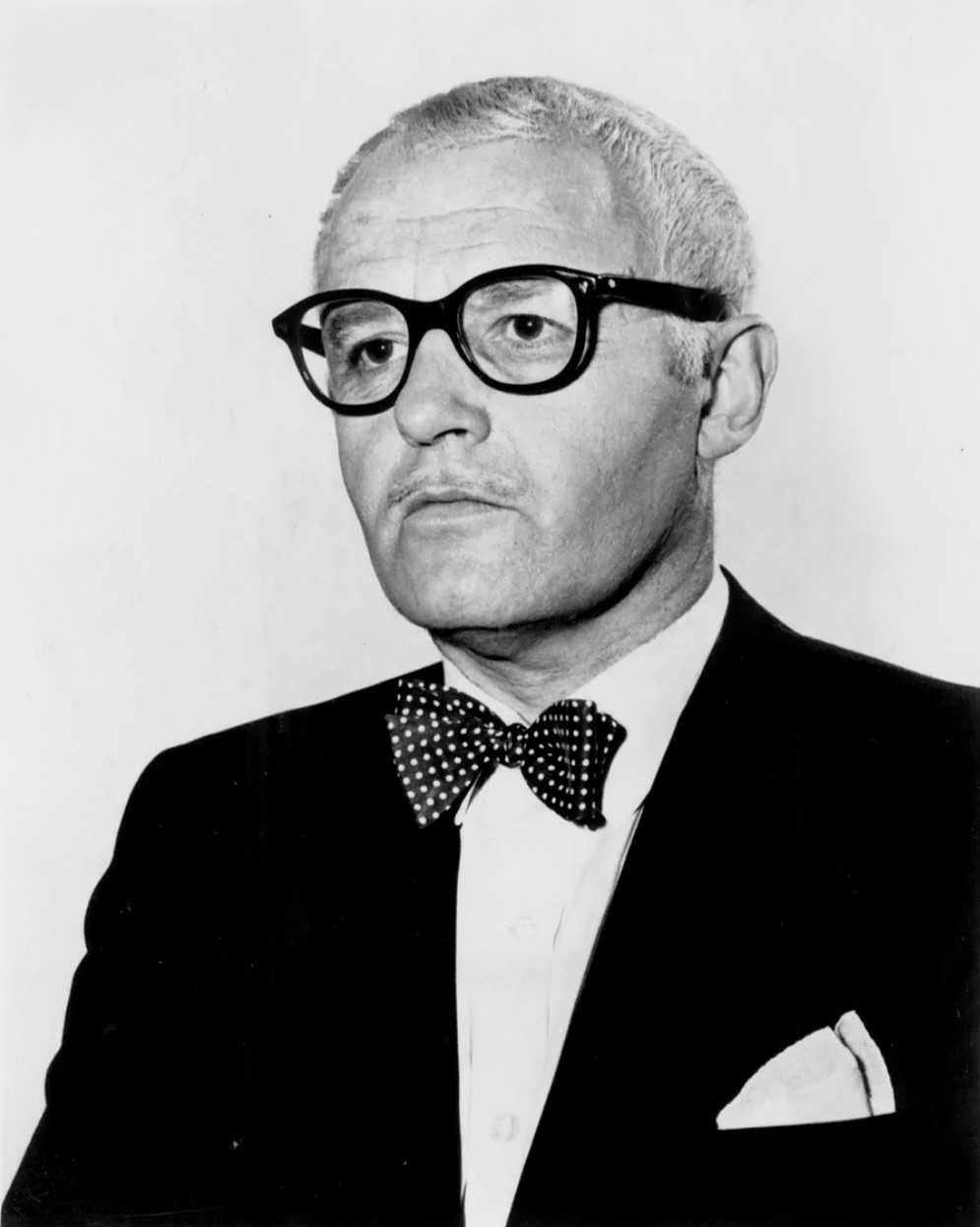
Rod Steiger ganó su primer y único Óscar como mejor actor por En el calor de la noche.

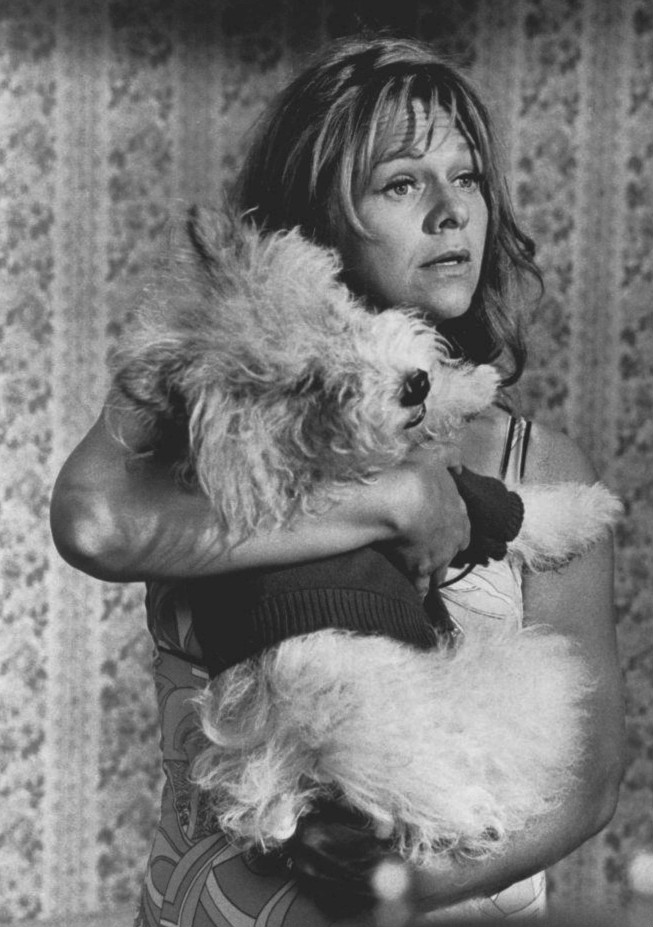
Estelle Parsons fue la ganadora del premio a la Mejor actriz de reparto por su actuación en Bonnie y Clyde.

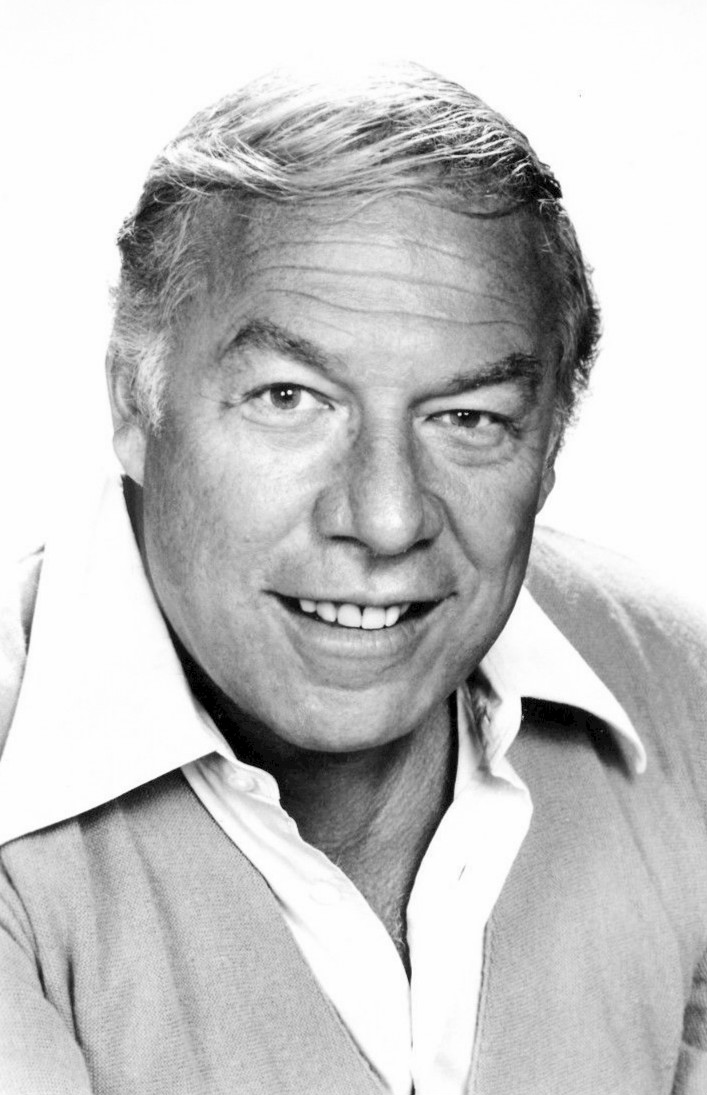
George Kennedy ganó el Óscar al Mejor actor de reparto en su única nominación por su actuación en La leyenda del indomable.

Indica el ganador dentro de cada categoría.
| Mejor película Presentado por: Julie Andrews In the Heat of the Night (En el calor de la noche) — Walter Mirisch, productor - The Graduate (El graduado) — Lawrence Turman, productor - Doctor Dolittle — Arthur P. Jacobs, productor - Bonnie & Clyde (Bonnie y Clyde) — Warren Beatty, productor - Guess Who's Coming to Dinner (Adivina quién viene esta noche) — Stanley Kramer, productor | Mejor dirección Presentado por: Leslie Caron Mike Nichols — The Graduate (El graduado) - Richard Brooks — In Cold Blood (A sangre fría) - Stanley Kramer — Guess Who's Coming to Dinner (Adivina quién viene esta noche) - Norman Jewison — In the Heat of the Night (En el calor de la noche) - Arthur Penn — Bonnie & Clyde (Bonnie y Clyde) |
| Mejor actor Presentado por: Audrey Hepburn Rod Steiger — In the Heat of the Night (En el calor de la noche), como Bill Gillespie - Warren Beatty — Bonnie & Clyde (Bonnie y Clyde), como Clyde Barrow - Dustin Hoffman — The Graduate (El graduado), como Benjamin Braddock - Paul Newman — Cool Hand Luke (La leyenda del indomable), como Lucas "Cool Hand Luke" Jackson - Spencer Tracy — Guess Who's Coming to Dinner (Adivina quién viene esta noche), como Matt Drayton                                                | Mejor actriz Presentado por: Sidney Poitier Katharine Hepburn — Guess Who's Coming to Dinner (Adivina quién viene esta noche), como Christina Drayton - Anne Bancroft — The Graduate (El graduado), como la Sra. Robinson - Faye Dunaway — Bonnie & Clyde (Bonnie y Clyde), como Bonnie Parker - Edith Evans — The Whisperers, como la Sra. Ross - Audrey Hepburn — Wait Until Dark (Sola en la oscuridad), como Susy Hendrix |
| Mejor actor de reparto Presentado por: Patty Duke George Kennedy — Cool Hand Luke (La leyenda del indomable), como Dragline - John Cassavetes — The Dirty Dozen (Doce del patíbulo), como V.R. Franko - Gene Hackman — Bonnie & Clyde (Bonnie y Clyde), como Buck Barrow - Cecil Kellaway — Guess Who's Coming to Dinner (Adivina quién viene esta noche), como Monseñor Ryan - Michael J. Pollard — Bonnie & Clyde (Bonnie y Clyde), como C.W. Moss                                                                         | Mejor actriz de reparto Presentado por: Walter Matthau Estelle Parsons — Bonnie & Clyde (Bonnie y Clyde), como Blanche Barrow - Carol Channing — Thoroughly Modern Millie (Millie, una chica moderna), como Muzzy - Mildred Natwick — Barefoot in the Park (Descalzos por el parque), como Ethel Banks - Beah Richards — Guess Who's Coming to Dinner (Adivina quién viene esta noche), como la Sra. Mary Prentice - Katharine Ross — The Graduate (El graduado), como Elaine Robinson                                                                                                 |
| Mejor argumento y guion escritos directamente para la pantalla Presentado por: Claire Bloom y Rod Steiger Guess Who's Coming to Dinner (Adivina quién viene esta noche) — William Rose - Bonnie & Clyde (Bonnie y Clyde) — David Newman y Robert Benton - Two for the Road (Dos en la carretera) — Frederic Raphael - La guerre est finie (La guerra ha terminado) — Jorge Semprún - Divorce American Style (El novio de mi mujer) — Robert Kaufman y Norman Lear                                                            | Mejor guion basado en material de otro medio Presentado por: Claire Bloom y Rod Steiger In the Heat of the Night (En el calor de la noche) — Stirling Silliphant - In Cold Blood (A sangre fría) — Richard Brooks - Ulysses (Ulises) — Joseph Strick y Fred Haines - Cool Hand Luke (La leyenda del indomable) — Donn Pearce y Frank Pierson - The Graduate (El graduado) — Calder Willingham y Buck Henry |
| Mejor cortometraje Presentado por: Macdonald Carey y Diahann Carroll A Place to Stand - Christopher Chapman - Paddle to the Sea - Julian Biggs - Sky over Holland - John Ferno - Stop Look and Listen - Len Janson y Chuck Menville | Mejor cortometraje animado Presentado por: Macdonald Carey y Diahann Carroll The Box - Fred Wolf - Hypothese Beta - Jean-Charles Meunier - What on Earth! - Robert Verrall y Wolf Koenig |
| Mejor documental largo Presentado por: Robert Morse y Barbara Rush The Anderson Platoon - Pierre Schoendoerffer - Festival - Murray Lerner - Harvest - Carroll Ballard - A King's Story - Jack Le Vien - A Time for Burning - William C. Jersey | Mejor documental corto Presentado por: Robert Morse y Barbara Rush The Redwoods - Mark Harris y Trevor Greenwood - Monument to the Dream - Charles E. Guggenheim - A Place to Stand - Christopher Chapman - See You at the Pillar - Robert Fitchett - While I Run This Race - Carl V. Ragsdale |
| Mejor película de habla no inglesa Presentado por: Danny Kaye Ostre sledované vlaky (Trenes rigurosamente vigilados), de Jiří Menzel ( Checoslovaquia) - El amor brujo, de Francisco Rovira Beleta (España) - Skupljači perja (Encontré zíngaros felices), de Aleksandar Petrović (Yugoslavia) - Chieko-sho (Retrato de Chieko), de Noboru Nakamura (Japón) - Vivre pour vivre (Vivir para vivir), de Claude Lelouch (Francia)                                                                                               | Mejor montaje Presentado por: Edith Evans In the Heat of the Night (En el calor de la noche) — Hal Ashby - Guess Who's Coming to Dinner (Adivina quién viene esta noche) — Robert Jones - The Dirty Dozen (Doce del patíbulo) — Michael Luciano - Doctor Dolittle — Samuel Beetley y Marjorie Fowler - Beach Red (Playa roja) — Frank Keller |
| Mejor banda sonora – sustancialmente original Presentado por: Angie Dickinson y Gene Kelly Thoroughly Modern Millie (Millie, una chica moderna) — Elmer Bernstein - In Cold Blood (A sangre fría) — Quincy Jones - Doctor Dolittle — Leslie Bricusse - Far from the Madding Crowd (Lejos del mundanal ruido) — Richard Rodney Bennett - Cool Hand Luke (La leyenda del indomable) — Lalo Schifrin | Mejor orquestación de música – adaptación o tratamiento Presentado por: Angie Dickinson y Gene Kelly Camelot — Alfred Newman y Ken Darby - Guess Who's Coming to Dinner (Adivina quién viene esta noche) — Frank DeVol - Doctor Dolittle — Lionel Newman y Alexander Courage - Thoroughly Modern Millie (Millie, una chica moderna) — André Previn y Joseph Gershenson - El valle de las muñecas (Valley of the Dolls) — John Williams |
| Mejor canción original Presentado por: Barbra Streisand «Talk to the Animals» de Doctor Dolittle; compuesta por Leslie Bricusse - «The Bare Necessities» de The Jungle Book (El libro de la selva); compuesta por Terry Gilkyson - «The Eyes of Love» de Banning; compuesta por Quincy Jones y Rob Russell - «The Look of Love» de Casino Royale; compuesta por Burt Bacharach y Hal David - «Thoroughly Modern Millie» de Thoroughly Modern Millie (Millie, una chica moderna); compuesta por James Van Heusen y Sammy Cahn | Mejor sonido Presentado por: Carol Channing In the Heat of the Night (En el calor de la noche) — Walter Goss - Camelot — George Groves - The Dirty Dozen (Doce del patíbulo) — Franklin Milton - Doctor Dolittle — James Corcoran - Thoroughly Modern Millie (Millie, una chica moderna) — Waldon Watson |
| Mejor fotografía Presentado por: Dustin Hoffman y Katharine Ross Bonnie & Clyde (Bonnie y Clyde) — Burnett Guffey - In Cold Blood (A sangre fría) — Conrad Hall - Camelot — Richard Kline - Doctor Dolittle — Robert Surtees - The Graduate (El graduado) — Robert Surtees | Mejor dirección de arte Presentado por: Shirley Jones y Rock Hudson Camelot — Maurice Carter, Lionel Couch y Patrick McLoughlin - Doctor Dolittle — Mario Chiari, Jack Martin Smith, Ed Graves, Walter Scott y Stuart Reiss - Guess Who's Coming to Dinner (Adivina quién viene esta noche) — Robert Clatworthy y Frank Tuttle - Thoroughly Modern Millie (Millie, una chica moderna) — Alexander Golitzen, George Webb y Howard Bristol - The Taming of the Shrew (La mujer indomable) — Lorenzo Mongiardino, John DeCuir, Elven Webb, Giuseppe Mariani, Dario Simoni y Luigi Gervasi |
| Mejor diseño de vestuario Presentado por: Eva Marie Saint Camelot — John Truscott - Bonnie & Clyde (Bonnie y Clyde) — Theadora Van Runkle - The Happiest Millionaire (El más feliz millonario) — Bill Thomas - Thoroughly Modern Millie (Millie, una chica moderna) — Jean Louis - The Taming of the Shrew (La mujer indomable) — Irene Sharaff y Danilo Donati | |
| Mejor efectos de sonido Presentado por: Richard Crenna y Elke Sommer The Dirty Dozen (Doce del patíbulo) — John Poyner - En el calor de la noche (In the Heat of the Night) — James Richard | Mejores efectos visuales Presentado por: Natalie Wood Doctor Dolittle — L. B. Abbott - Tobruk — Howard Anderson y Albert Whitlock |

### Óscar honorífico
- Arthur Freed

### Premio Humanitario Jean Hersholt
- Gregory Peck

### Premio en memoria de Irving Thalberg
- Alfred Hitchcock

## Premios y nominaciones múltiples
| Película                                                      | Nominaciones | Premios |
| ------------------------------------------------------------- | ------------ | ------- |
| In the Heat of the Night (En el calor de la noche)            | 7            | 5       |
| Camelot                                                       | 5            | 3       |
| Bonnie & Clyde (Bonnie y Clyde)                               | 11           | 2       |
| Guess Who's Coming to Dinner (Adivina quién viene esta noche) | 11           | 2       |
| Doctor Dolittle                                               | 9            | 2       |
| The Graduate (El graduado)                                    | 7            | 1       |
| Thoroughly Modern Millie (Millie, una chica moderna)          | 7            | 1       |
| The Dirty Dozen (Doce del patíbulo)                           | 4            | 1       |
| Cool Hand Luke (La leyenda del indomable)                     | 4            | 1       |
| Ostre sledované vlaky (Trenes rigurosamente vigilados)        | 1            | 1       |
| In Cold Blood (A sangre fría)                                 | 4            | 0       |
| The Taming of the Shrew (La mujer indomable)                  | 2            | 0       |

## Oscar Winners: "Thoroughly Modern Millie" (1967) at the 40th Academy Awards (1968)
Thoroughly Modern Millie is a 1967 American Musical Romantic comedy film starring Julie Andrews, Mary Tyler Moore, Carol Channing, James Fox, John Gavin, Beatrice Lillie: Oscar winners (1968).
- "Thoroughly Modern Millie" Wins Best Picture
- George Roy Hill Wins Best Director for "Thoroughly Modern Millie"
- Russell Metty Wins Best Cinematography for "Thoroughly Modern Millie"
- Julie Andrews Wins Best Actress for "Thoroughly Modern Millie"
- Mary Tyler Moore Wins Best Supporting Actress for "Thoroughly Modern Millie"
- "Thoroughly Modern Millie" (song) Wins Best Original Song for "Thoroughly Modern Millie"
- Elmer Bernstein Wins Best Original Score for "Thoroughly Modern Millie"
- Jean Louis Wins Best Costume Design for "Thoroughly Modern Millie"